# Beaumont-sur-Sarthe
Beaumont-sur-Sarthe – miejscowość i gmina we Francji, w regionie Kraj Loary, w departamencie Sarthe.
Według danych na rok 2010 gminę zamieszkiwało 2120 osób, a gęstość zaludnienia wynosiła 318 osób/km².